# Eurytoma dumasi
Eurytoma dumasi är en stekelart som beskrevs av Girault 1915. Eurytoma dumasi ingår i släktet Eurytoma och familjen kragglanssteklar. Inga underarter finns listade i Catalogue of Life.